# 文山恵
文山 恵（ふみやま めぐみ、1988年9月10日 - ）は、日本の女優、モデル、元レースクイーンである。

## 略歴
- 中学の時に演劇部に入部し、その頃から女優を志すようになる。
- 2007年、ワタナベエンターテインメントカレッジに特待生として入学。
- 2009年、オスカープロモーションに所属。モデル・タレント業の傍ら、HONDAライダーズフレンドを務め、EPSON NAKAJIMA RACINGのレースクイーンとしても活動する。
- 2016年、オスカープロモーションを退社。
- 以前は『CanCam』の読者モデルを務めていたこともある。

## 人物
- 趣味は、歌、ゲーム、お酒。
- 特技は、バトントワリング（高校時代全国大会出場）。
- 妹が2人いる。

## 出演

### テレビドラマ
- 花ざかりの君たちへ（フジテレビ系列、2007年）
- 恋空 第2話（TBS系列、2008年8月9日） - 海 役
- チーム・バチスタ2 ジェネラル・ルージュの凱旋 第2話（フジテレビ系列、2010年4月13日） - ミスコンファイナリスト 役
- ヤマトナデシコ七変化（TBS系列、2010年）
- ドラマ24『モテキ』（テレビ東京、2010年）
- D×TOWN『痕跡や』（テレビ東京、2012年）
- 土曜ドラマ『チェイス』（NHK、2014年）
- 実在性ミリオンアーサー（tvkほか、2014年10月 - 2015年3月） - リエンス 役

### バラエティ・情報番組
- Shibuya Deep A（NHK、2009年）
- さんま&SMAP!美女と野獣のクリスマススペシャル（日本テレビ系列、2009年） - アシスタント
- 踊る!さんま御殿!!（日本テレビ系列、2009年） - 再現VTR
- 秘密のケンミンSHOW（日本テレビ系列、2009年） - 再現VTR
- 人生が変わる1分間の深イイ話（日本テレビ系列、2009年）
- ひみつの嵐ちゃん!（TBS系列、2009年）
- 時短生活ガイドSHOW（TBS系列、2009年）
- さんまのSUPERからくりTV（TBS系列、2009年）
- 教えてMr.ニュース 池上彰のそうなんだニッポン（フジテレビ系列、2009年）
- ちい散歩（テレビ朝日、2009年）
- きれいの魔法（NHK、2010年）
- 時創人（テレビ東京、2010年） - リポーター役
- 特番『ネプチューンの超体験！タイムスケープ〜時間旅行で江戸時代へ〜（日本テレビ系列、2012年） - オフィスレディ 役
- 第64回NHK紅白歌合戦（NHK、2013年12月31日） - アシスタント
- めちゃ×2イケてるッ!（フジテレビ系列、2013年）
- 私の何がイケないの?（TBS、2014年6月30日） - 再現VTR
- 駆け込みドクター!運命を変える健康診断（TBS系列、2014年） - 再現VTR
- 玉の輿に乗ったのにその後どん底に落ちた女たちSP（テレビ朝日系列、2014年） - 再現VTR
- おしゃれイズム（日本テレビ系列、2014年 - ） - アシスタント
- アウト×デラックス（フジテレビ系列、2014年）
- いいものプレミアム（フジテレビ系列、2014年）
- なないろ日和!（テレビ東京、2014年）
- たけしの健康エンターテインメント!みんなの家庭の医学（ABC朝日、2014年）
- 明石家サンタの史上最大のクリスマスプレゼントショー（フジテレビ系列、2014年12月24日） - アシスタント

### CM
- 第一三共ヘルスケア「ルル魔法の国から篇」（2010年）
- 三井住友フィナンシャルグループ（2010年）
- 日本コカ・コーラ（2012年）

### WEBムービー
- ミクシィ 「Plannah PV」（2013年）
- 島忠ホームズ 「HOME'S」コンセプトムービー（2013年）
- もくもく村 (2017年）

### 映画
- シャカリキ!（2008年）

### MV
- MY FIRST STORY 「FAKE」（2014年）

### スチール・雑誌
- 宣伝会議「コピーライター養成施設」（2009年）
- NIKON デジタルカメラ（2009年）
- JDNJCNパンフレット（2009年）

- 講談社 「With」（2009年）
- 集英社 「non-no」（2009年）
- 小学館 「DIME」（2009年）
- 小学館 「女性セブン」（2009年）
- わかさ出版 「わかさ」（2009年）
- 小学館 「CanCam」（2011年）
- 「セントラルスポーツ」（2013年）
- 「ホテルベルクラシック東京」（2013年）
- 学研MOOK 「ニコンD750スーパーブック」（2014年）
- エイチ・アンド・アイ「健康365」（2014年）
- 京王電鉄「あいぼりー90号」（2015年）

### ラジオ番組
- レインボータウンFM 「あすかるうみのDream ドライヴ」（2014年） - ゲスト出演

### 舞台
- なすびプロデュース”なす我儘”公演第8弾「それを言っちゃあお終いよ〜焼け木杭には火が点き易い〜」（2008年1月16日 - 1月20日）
- 「正義の仮面！セーラープリンセス」（2008年）
- 「バンク・バン・レッスン」（2008年8月）
- ワタナベエンターテイメントカレッジ 卒業公演（2009年2月26日 - 28日、新宿全労済ホール/スペース・ゼロ） - ヒロイン
- 「タイムリミット（仮）」（2012年） - マヤ 役
- 「タイムリミット（続）」（2012年） - 理絵 役
- 「G級ベストテン！」（2012年） - チャージシナクテヨ 役
- 彩才女組公演「港崎遊郭」（2012年2月9日 - 2月12日、シアタープラッツ） - 遊女/アンサンブル 役
- 声劇「parallel」（2012年）
- 「とんとこりんのとん！」（2012年） - ジャスミン 役
- 空感エンジンプロデュース公演『ポーカーフェイス〜第一話「卒業」〜』（2013年4月4日 - 4月8日、両国 Air studio） - 高松鈴 役
- 空感エンジンプロデュース公演『ポーカーフェイス〜第二話「信」〜』（2013年11月14日 - 18日、両国 Air studio） - 高松鈴 役
- 空感エンジンプロデュース公演『プレイス』（2014年6月11日 - 6月16日、両国 Air studio） - 美奈 役
- 『虚ろの姫と害獣の森』（2014年12月3日-12月7日、新宿村LIVE） - ナミダ 役
- 空感エンジンプロデュース公演『六畳一間で愛してる』（2015年7月8日 - 7月13日、両国 Air studio） - 沙織里 役
- 空感エンジンプロデュース公演『7丁目16番地 ゆめ屋～えい!とお!とお!の巻～』（2015年12月9日 - 12月14日、両国 Air studio）
- AUBE GIRLS STAGE 第1回公演『光射す場所へ歩く君たちへ』（2016年6月8日 - 12日、テアトルBONBON）
- DEGE produce『あの日、リストラ。1999〜夏…。』（2016年7月6日 - 10日、ウッディシアター中目黒）
- 空感エンジンプロデュース公演『ポーカーフェイス〜第五話「夢」〜』（2016年7月22日 - 8月1日、両国 Air Studio） - 金千佳 役
- Laid Back ＆ team.roughstyle 特別公演『月想』（2016年9月29日 - 10月2日、関交響ハーモニックホール）
- エアースタジオプロデュース公演『GO,JET!GO!GO!vol.1〜5』（2017年3月-2018年8月、馬喰横山 aqua Studio） - 早紀、夏代、マリア役
- 空感エンジンプロデュース公演『7丁目16番地 ゆめ屋～最終回だョ！全員集合の巻！～』（2017年12月、両国 Air studio)
- カラスカ公演『セミの名は。』（2017年4月23日 - 30日、上野ストアハウス）

### レースクイーン
- 全日本ロードレース選手権
  - 「HONDA ライダーズフレンド」
- SUPER GT
  - 「EPSON NAKAJIMA RACING レースクイーン」

### イベント・展示会
- シャカリキ！ガールズ（2008年）
- 極楽湯イベント　ダンサー出演 （2008年）
- 東京ゲームショウ2009　SONYブース（2009年9月24日 - 27日、幕張メッセ）
- 10元突破！SHOKO NAKAGAWA LV UP LIVE　超⭐︎野音祭　東京・大阪　ネギダンサー出演（2012年）
- NAKAGAWABROADWAY　ネギダンサー出演（2012年）
- ジャパンゴルフフェア 2015 GOLF NET WORKブース（2015年2月13日 - 2月15日、東京ビッグサイト）
- 実在性ミリオンアーサー「トークショー」ニコ生出演（2015年）
- 実在性ミリオンアーサー「Buritain Music Live」（2015年）
- ようかいイベント　(2017年7月、9月)

### アプリ
- 実在性ミリオンアーサー デジタルフォトアルバム（2015年3月28、iOS・Android）

### ゲーム
- 乖離性ミリオンアーサー（2015年3月28日、iOS・Android） - 実在型リエンス 役（声の出演）

## 作品

### CD
- 「実在性ミリオンアーサー|Britain Music VOL.1」（2015年3月17日）

### DVD
- 「実在性ミリオンアーサー　Vol.1」（2014年12月26日）
- 「実在性ミリオンアーサー　Vol.2」（2015年2月4日）